# Phytomyza cirsii
Phytomyza cirsii är en tvåvingeart som beskrevs av Friedrich Georg Hendel 1923. Phytomyza cirsii ingår i släktet Phytomyza och familjen minerarflugor.
Artens utbredningsområde är Österrike. Arten är reproducerande i Sverige. Inga underarter finns listade i Catalogue of Life.